# Gaetano Gebbia
Gaetano Gebbia (Catania, 23 dicembre 1957 – Reggio Calabria, 15 luglio 2024) è stato un allenatore di pallacanestro italiano.
Guidò nella massima serie italiana la Viola Reggio Calabria, oltre ad alcune Nazionali giovanili. Portò nella società calabrese Emanuel Ginóbili e scoperto Hugo Sconochini e Carlos Delfino. Fu nominato anche allenatore benemerito.
Giunto ad essere il settimo allenatore siciliano con più panchine nella massima serie di basket e terzo in Serie A1 maschile, con 95 gare dirette in quattro campionati, venne definito «un allenatore rivoluzionario, che ha segnato la sua epoca».

## Biografia
Gaetano Gebbia nacque a Catania il 23 dicembre 1957, fratello minore di Ninni Gebbia, anch'egli allenatore.
Oltre alla carriera nella pallacanestro, fu docente di "Teoria, Tecnica e Didattica della Pallacanestro" nell'Università degli Studi "Magna Graecia" di Catanzaro.
Dal 2011 al 2014 fu responsabile tecnico di un'agenzia di consulenza e formazione, iCoachforyou. Nel 2014 divenne coordinatore tecnico territoriale del Comitato olimpico nazionale italiano in Calabria. Fu poi anche delegato provinciale per la Federazione Italiana Badminton a Reggio Calabria.
Morì a Reggio Calabria il 15 luglio 2024 all'età di 66 anni dopo una lunga malattia.

## Carriera

### Giocatore
Giocò nella Virtus Ragusa, allenato da Vittorio Tracuzzi.

### Allenatore
Nel 1978-1979 fu istruttore minibasket per la squadra ragusana; dal 1979 al 1983 si trasferì alla Stella Azzurra Roma, dove allenò le squadre minibasket e del settore giovanile. Al Collegio De Merode fu nel giro della prima squadra, allenata da Vandoni e Benvenuti, dove ebbe la responsabilità delle squadre Propaganda, Ragazzi e Allievi seguito da coach Altero Felici.
Iniziò a lavorare per la Viola Reggio Calabria a partire dal 1983, come assistente della prima squadra e come responsabile del settore giovanile fino al 1996; dal 1991 al 1995 si occupò solo del settore giovanile, allenando nel 1993-1994 la PGS Modena Reggio Calabria.
Da responsabile del settore giovanile, reclutò prima Avenia, Tolotti, Attruia, Li Vecchi, poi gli argentini Giorgio Rifatti e Hugo Sconochini. Nel 1994-'95 vinse lo scudetto Cadetti.
Dopo essere stato assistente dei vari Gianfranco Benvenuti, Santi Puglisi, Tonino Zorzi e Carlo Recalcati, gli venne affidata la guida tecnica della squadra a partire dalla stagione 1996/97.
Durante la sua gestione, ottenne la promozione in Serie A1 e nella stagione successiva il miglior piazzamento della storia della squadra neroarancio, potendo contare su giocatori quali Diego Fajardo, Jay Larranaga, Brian Oliver, Manu Ginobili, Alejandro Montecchia, Carlos Delfino.
Sull'arrivo di Ginóbili nel 1998, Gebbia raccontò che lo scoprì grazie a un amico che gli disse che lo stava trattando Pozzuoli, grazie a Sconochini e Montecchia che gli consigliarono di prenderlo e grazie all'intuito di offrire quella cifra in più al procuratore Luciano Capicchioni senza nemmeno averlo visto giocare.
Rimase alla guida della Viola fino al 5 gennaio 2001, giorno in cui fu sostituito da Tonino Zorzi. Complessivamente in campionato con la Viola collezionò 209 presenze, con 65 vittorie e 144 sconfitte. In Coppa Korać registrò 6 presenze con 5 vittorie.

#### Allenatore della Nazionale
Nel 1995 fu assistente allenatore di Saibene ai Mondiali con l'Italia under 19. Fu poi assistente di Messina all'Europeo 1997, in cui la Nazionale italiana conquistò l'argento. Conquistò anche la medaglia di bronzo ai Giochi del Mediterraneo 2001, con head coach Luca Banchi.
Dopo aver lasciato la Viola, Gebbia fu coordinatore tecnico delle squadre nazionali giovanili italiane e anche tecnico della Nazionale Under-20, 18, 16 e 15 dal 2001 al 2011. Nel 2007-2008 fu anche responsabile della formazione degli allenatori e ideatore del Progetto di Qualificazione Nazionale per il reclutamento e l'addestramento dei migliori giovani su tutto il territorio nazionale. Nel 2008 fece parte della Commissione settore giovanile maschile.
Nel 2010-2011 fu il responsabile settore nazionale giovanile della Fip, per cui curò il progetto Settimana azzurra in…. «Questa iniziativa, dopo l'avvio sperimentale nel 2010, quest'anno parte con maggiore impulso. Visioneremo i giovani di tutte le regioni italiane, la possibilità di vedere in azione centinaia di talenti e soprattutto entrare in contatto con i tecnici dei settori giovanili», spiegò alla stampa.

#### Gli ultimi anni
Dall'estate 2012 cambiò sport, passando alla Reggina in qualità di coordinatore del settore giovanile della società calabrese, per tutta la durata della stagione 2012-2013. Nel 2015-2016 guidò l'ASD Val Gallico alla finale della Serie C Silver calabrese. Dal 2015 fu responsabile del settore giovanile della Lumaka Reggio Calabria.
Nel 2016-17 fu direttore tecnico della Trentino Basketball Academy. Tale progetto della Dolomiti Energia Trento venne basato sulla creazione di una rete di società cestistiche per tutta la regione, organizzando attività di formazione per dirigenti e allenatori oltre all'individuazione di percorsi mirati alla crescita dei talenti locali. Dal 2016 al 2019 collaborò con il settore giovanile della P.C.R. Messina.
A giugno 2019 nella sua Reggio Calabria, in occasione della tappa regionale del primo campionato nazionale, divenne testimonial del Sand Basket (basket sulla sabbia) con una serie di interviste che lo ritraevano. 
Nel 2021 fu scelto tra i Testimoni del Centenario dalla FIP Sicilia. Nel 2024 ricevette la Targa d'onore “oro” della FIP, perché “si è particolarmente distinto per l'attività svolta, quale riconoscimento dell'impegno e della lunga dedizione al mondo della pallacanestro”.

## Eredità

### Il ruolo nella formazione
Nel 2001, Gaetano Gebbia assunse la guida delle squadre nazionali giovanili e della formazione degli allenatori, realizzando un programma ambizioso che segnò un significativo progresso qualitativo per la pallacanestro italiana. Nella sua visione dell'insegnamento unì conoscenza, applicazione pratica e capacità di trasmettere competenze, valorizzando le persone e promuovendo un ambiente innovativo in un'interpretazione del basket come un sistema dinamico, rifiutando rigidità e introducendo costantemente idee nuove, rendendo il suo contributo essenziale per l'evoluzione tecnica e metodologica del settore.
Fu una sua idea l'istituzione del Pao, il programma d'aggiornamento obbligatorio per gli allenatori di pallacanestro; lavorò inoltre per la regionalizzazione della formazione e l'istituzione della qualifica di "Istruttore Settore Giovanile". Nel 2007-2008 fu responsabile della formazione per il comitato nazionale allenatori (Cna) e dal 2008 al 2011 fu anche responsabile della formazione per la FIP.

### Dopo la morte
Dopo la sua morte, i comitati regionali Sicilia e Calabria della Federazione Italiana Pallacanestro organizzarono due memorial giovanili, a Messina e Reggio Calabria, coinvolgendo le società a cui fu più legato: Viola, Ragusa, PCR e Lumaka. La FIP Sicilia gli intitolò, inoltre, una borsa di studio per sostenere un giovane allenatore nel suo percorso di studi.

## Vita privata
Ebbe due figlie, Ida e Francesca.

## Palmarès

### Allenatore di club
- Campionato italiano di Serie A2: 1

Viola Reggio Calabria: 1998-1999
- Campionato Cadetti: 1

Viola Reggio Calabria: 1994-1995

### Individuale
- Testimone del Centenario: 2021
- Targa d'onore "oro" della FIP: 2024